# Armadillo (comics)
Pour les articles homonymes, voir Armadillo.
Antonio Rodriguez, alias le Tatou (« Armadillo » en VO) est un personnage de fiction, super-vilain de l'univers de Marvel Comics. Créé par Mark Gruenwald et Paul Neary, il apparaît pour la première fois dans le comic Captain America #308 en août 1985.
Mark Gruenwald raconte : « [le Tatou] n'est qu'un monstre idiot que je voulais lancer comme une sorte de blague sur le vieux tatou Marvel dans la page des lettres ».

## Biographie du personnage

### Origines
On ne sait pas grand-chose sur le passé d'Antonio Rodriguez. En sortant de prison, il découvre sa femme, Maria, gravement malade. Il fait appel à de nombreux médecins mais aucun n'est en mesure de la soigner. Antonio se résout à demander l'assistance du docteur Karl Malus, un scientifique criminel, dont il a entendu parler en prison. Il accepte donc de lui servir de cobaye puis de travailler pour lui, en échange d'un remède pour sa femme.
Malus combine l'ADN du jeune homme à celui d'un tatou, ce qui le transforme en monstre surhumain. Son corps se recouvre d'une armure orange épaisse et de griffes, semblable à celles d'un tatou. Malus lui ordonne de pénétrer dans le complexe des Vengeurs de la Côte Ouest afin de voler le corps de Goliath, alors dans le coma. Le Tatou réussi à s'infiltrer dans le complexe mais il est stoppé par Captain America. Rodriguez lui explique sa situation et Cap le laisse retrouver Malus afin de le suivre et d'arrêter le docteur. Antonio demande aux Vengeurs de laisser Malus guérir sa femme, avant de l'arrêter.
Une fois guérie Maria convainc Antonio de garder ses pouvoirs afin de les utiliser pour gagner de l'argent. Il rejoint ainsi l'Unlimited Class Wrestling Federation. Il combat Doc Sawbones, au Madison Square Garden et est félicité par Captain America qui assistait au match,. Plus tard, Antonio decouvre que sa femme à une affaire avec un home nommé Ramon. Fou de rage, il s'en prend à son manager de l'UCWF, Lennie J. Feitler, ainsi qu'à Captain America. Par chagrin, le Tatou se jette du haut de l'Empire State Building. Grièvement blessé, Rodriguez est transporté à l'hôpital avant d'être remis à la police,.

### La Voûte
Rodriguez est envoyé à la Voûte où il sert sa peine jusqu'à l'attaque d'Iron Man durant les évènements d'Armor Wars. Lorsque la panne de courant libère les prisonniers de leurs cellules, le Tatou tente de s'enfuir aux côtés de Mister Hyde et Titania. Mais cette dernière le rejette et Antonio fuit donc seul. Il tombe alors sur Vagabond qui le persuade de retourner en prison et d'abandonner ses idées de revanche contre sa femme. Plus tard, Loki s'infiltre dans la Voûte afin de libérer le Sorcier, permettant ainsi à d'autres détenus de s'échapper dont le Tatou.

### New Warriors
À la suite d'une tentative de vol d'un fourgon blindé avec l'aide de Jack O'Lantern et du Constrictor, il fut arrêté et emprisonné au Raft. Il s'échappa grâce à Electro qui causa une émeute générale dans la prison. Par la suite, il fut capturé par les New Warriors et il a été assigné de force au projet Initiative et il fut intégré aux Rangers, l'équipe fédérale du Texas.

### Dark Reign
On ignore pourquoi mais durant le Dark Reign, Antonio Rodriguez replongea dans le crime et intégra le syndicat de The Hood.

## Pouvoirs
- Armadillo possède un corps monstrueux recouvert d'une carapace très résistante, le recouvrant entièrement, sauf le visage, et lui permettant de résister à des tirs d'obus. De même, ses muscles et ses os sont assez solides pour résister à l'impact d'un poids lourd de 10 tonnes roulant à 90 km/h. En dépit de sa masse avoisinant les 500 kg, il est très rapide.
- Sa peau résiste aussi au feu, au froid et à l'acide.
- Ses doigts de mains et de pieds finissent en énormes griffes. Elles peuvent arracher le ciment renforcé et des plaques d'acier de 10 cm d'épaisseur, ou creuser un trou suffisant pour le cacher sous terre en moins d'une minute.
- La résistance surhumaine d'Armadillo lui permet de soulever plusieurs tonnes pendant une heure avant de ressentir l'effet de la fatigue.

## Apparitions dans d'autres médias
- Armadillo apparaît dans l'épisode 4 de la série MODOK, Un samedi entre mecs, avec la voix de Gauthier Battoue[9] (Dustin Ybarra en VO[10]).

- Armadillo apparaît dans l'épisode 11 de la saison 2 de la série Avengers : L'Équipe des super-héros, Infiltration.

- Armadillo apparaît dans le film Spider-Man: Across the Spider-Verse avec la voix de Henry-David Cohen[11] (Andy Leviton en VO[12]).